# Álvaro Lema Mosca
Álvaro Lema Mosca (11 de septiembre de 1988 en Florida, Uruguay) es un escritor y profesor uruguayo.

## Biografía
Álvaro Lema Mosca nació en Uruguay, en 1988. Estudió cine en la Universidad de la República y literatura en el Instituto de Profesores Artigas, dirigió la revista ONCE desde 2011 hasta 2013 y es editor de la Revista [sic], de la Asociación de Profesores de Literatura del Uruguay. Es colaborador habitual en el semanario Brecha y en la revista Film de Uruguay.
En 2015 se mudó a Madrid y obtuvo un doctorado en la Universidad Autónoma de Madrid, bajo la dirección de Valeria Camporesi. Dicha investigación sobre la historia del cine en Uruguay se publicó como libro en 2023 y obtuvo el Premio a las Letras del Ministerio de Educación y Cultura de Uruguay. Es profesor en la Universidad Carlos III de Madrid y en la Universidad Internacional de La Rioja.
Ha publicado los libros de poesía De esta manera tan inusual (Melón Editora, 2012) y Un mundo de nadas (ONCE plaquetas, 2013), las novelas El silencio de las sombras (Cruz del Sur, 2014) y El hombre sin rostro (Ediciones Atlantis, 2017), y la colección de relatos Las heridas me las hice yo (Caligrama, 2016). En 2024, se estrenó en Montevideo la obra de su autoría Un eterno estado de pesadilla, con gran éxito de público.

## Libros
- 2012, De esta manera tan inusual (poesía)
- 2013, Un mundo de nadas (poesía)
- 2014, El silencio de las sombras (novela)
- 2016, Las heridas me las hice yo (relatos)
- 2017, El hombre sin rostro (novela)
- 2019, Un sueño en la vigilia (El fantasma en el cine) (ensayo)
- 2021, Encuentros lusófonos. Lengua y literatura, culturas visuales, identidades (junto a Elvira Blanco Blanco) (ensayo)
- 2023, Los nacimientos del cine uruguayo. Una historia completa (ensayo)
- 2024, Un eterno estado de pesadilla (teatro)

## Premios
- 2024, Premio a las Letras 2024 (Ministerio de Educación y Cultura de Uruguay)
- 2018, Finalista Premios Atlantis por El hombre sin rostro
- 2015, Mención especial Premios Onetti por El silencio de las sombras